# Edward Archibald
Edward Archibald, född 29 mars 1884, död 20 mars 1965, var en friidrottare från Kanada. Han deltog vid olympiska sommarspelen 1908.